# Głębokie-Pilchowo
Głębokie-Pilchowo – osiedle administracyjne Szczecina, będące jednostką pomocniczą miasta, położone w dzielnicy Zachód.
Według danych z 26 kwietnia 2015 w osiedlu na pobyt stały zameldowanych było 1234 osób. Stanowi jedno z najmniej zaludnionych osiedli Szczecina.
Osiedle składa się z części miasta: Głębokie oraz Pilchowo. Osiedle graniczy od wschodu z osiedlem Osów, a od południa z osiedlami: Krzekowo-Bezrzecze i Arkońskie-Niemierzyn

## Samorząd mieszkańców
Samorząd osiedla Głębokie-Pilchowo został ustanowiony w 1990 roku. Rada Osiedla Głębokie-Pilchowo liczy 15 członków. 
W wyborach do rady osiedla 13 kwietnia 2003 udział wzięło 305 głosujących, co stanowiło frekwencję 27,75% (największą w Szczecinie).
W wyborach do Rady Osiedla Głębokie-Pilchowo 20 maja 2007 roku głosowanie nie odbyło się z powodu zbyt małej liczby kandydatów, mimo że przedłużono zgłaszanie o 3 dni. Na podstawie ordynacji wyborczej za wybranych członków rady osiedla miejska komisja wyborcza uznała 15 zarejestrowanych kandydatów. 